# 圆桌咖啡馆

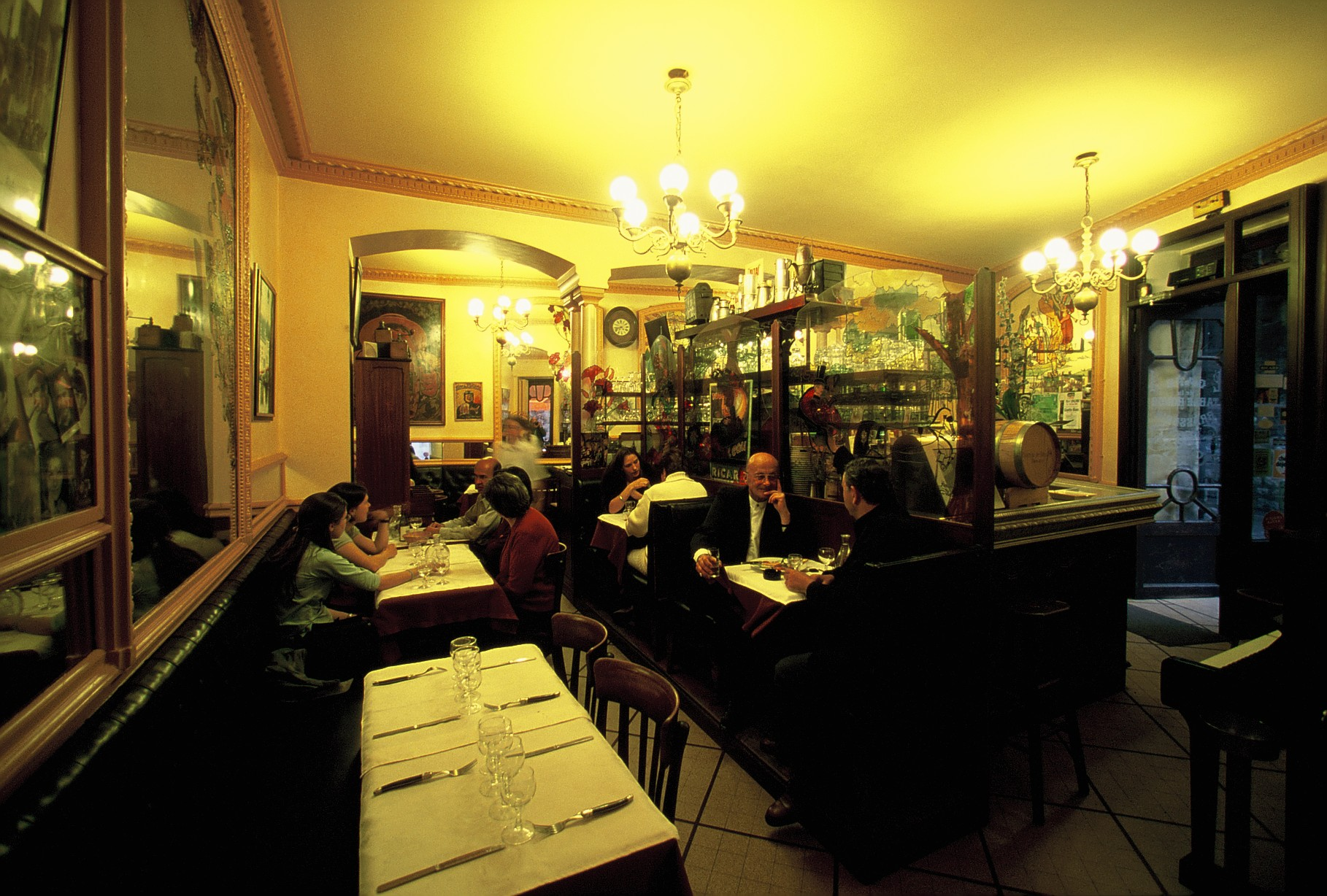
内部

圆桌咖啡馆（Café La Table ronde）是法国东南部奥弗涅-罗讷-阿尔卑斯大区伊泽尔省省会格勒诺布尔最古老的咖啡馆，也是法国最古老的咖啡馆之一。它位于市中心的圣安德烈广场，于1739年开业(巴黎普罗可布咖啡馆成立于1686年，早53年）而格勒诺布尔当时是一个人口20，000的城市。
在第二次世界大战期间，圆桌咖啡馆曾是抵抗运动战士的会议场所。1943年11月26日，记者让·佩恩因参加抵抗运动被捕，第二天被处决。1944年2月4日，这家咖啡馆被德国当局关闭，老板玛丽·波利尼和众多常客一台被捕。光复后，一名负责逮捕让·佩恩的人告诉调查人员，这名记者是被圆桌咖啡馆的女招待罗塞特出卖，被捕后，她很快受到审判，被判处死刑，尸体被扔进伊泽尔河。
许多作家和艺术家经常光顾圆桌咖啡馆。歌曲《櫻桃成熟時》由让-巴蒂斯塔·克莱芒作词 安托万·雷纳尔创作了的音乐。
让-雅克·卢梭, 贝尔纳多特（未来的瑞典国王）和司汤达曾经坐在那里。